# Monturiol, el senyor del mar

L'equip de Monturiol, el senyor del mar, en la foto de final de rodatge a Palo Alto, Poble Nou, Barcelona, amb la rèplica de l'Ictineu 2 de fons.

Monturiol, el senyor del mar és una pel·lícula catalana de Francesc Bellmunt, estrenada el 1993. Aquest biopic sobre la vida de Monturiolfou rodat a les localitats de Vilanova i la Geltrú, Sitges, Olèrdola, Vallcarca, Canet de Mar, Barcelona, Tarragona, Alcolea de Cinca (Osca), Port-Bou (Girona), Sofia, Plòvdiv, Kopristitza (Bulgària). Subvencionada pel Ministeri de Cultura i la Generalitat de Catalunya rebé el "Premio a los valores histórico-navales" a Cartagena (1993).

## Argument
En plena època romàntica, l'empordanès Narcís Monturiol va imaginar, com el seu contemporani Jules Verne, que era possible viatjar amb una nau pel fons del mar. El seu sentit pràctic li va fer veure que el seu somni es podia transformar en realitat i no va voler conformar-se amb una fantasia i va posar tota la seva tenacitat en aconseguir que el seu somni es convertís en realitat. Barcelona iniciava en aquells moments una etapa de creixement industrial i va acollir amb entusiasme la idea de construir un submarí per a la recerca de coral. Va ser un llarg camí el que va haver de recórrer Monturiol, gairebé tota una vida lliurada a la conquesta del fons del mar. Una balada sobre un heroi del seu temps, un català que va saber resoldre els principals enigmes de la navegació submarina a mitjans del segle xix.

## Música
Música: Manel Camp i Jordi Nogueras. Temes: "Icària" i "El senyor del mar", compostos i interpretats per Manel Camp. "Ictineus" i "Port de nit", compostos i interpretats per Jordi Nogueras. "Ball de l'Àliga", "Gloria a España" i "La Marsellesa", d'Anselm Clavé, aquesta darrera interpretada pels "Cors Clavé" i la "Banda de Joves Músics de Mollet del Vallès" Direcció de Coral i Banda: Enric Azuaga.